# 제임스 M. 콕스
제임스 미들턴 콕스(James Middleton Cox, 1870년 3월 31일 ~ 1957년 7월 15일)는 미국의 민주당 정치인으로 오하이오주의 연방 하원의원, 46대와 48대 오하이오주지사를 지내고 1920년 미국 대통령 선거에서 민주당 대통령 후보였다. 그는 대중매체 복합기업 "콕스 엔터프라이즈"로서 오늘날로 지속되는 신문의 체인을 창립하였다.
오하이오주에서 태어나 자라온 콕스는 의원 폴 J. 소그에 보조인이 되기 전에 신문 원고정리원으로서 자신의 경력을 시작하였다. "데이턴 데일리 뉴스"의 소유자로서 콕스는 몇몇의 혁신을 소개하였고 지방 공화당 보스에 대항하는 개혁 운동에 참여하였다. 오하이오주지사로 선출되기 전에 그는 1900년부터 1913년까지 미국 하원을 지냈다. 주지사로서 콕스는 진보적 개혁의 일련을 소개하였고 우드로 윌슨 대통령의 제1차 세계 대전과 그 후에 취급을 지원하였다. 그는 1920년 민주당 전당 대회의 44번째 비밀 투표에 대통령직을 위하여 민주당 후보자로 선택되었다. 자신의 러닝메이트로서 훗날의 대통령 프랭클린 D. 루스벨트를 선택하고 선거에 나간 콕스는, 유권자들이 공화당 후보 워런 G. 하딩의 "정상으로 복귀"를 적극 지지함으로서 대통령 선거 역사상 최악의 퍼센트 차이였던 26.17% 차이로 패배했다.
콕스는 여러 도시들로 확장된 자신의 대중매체 복합기업에 전념하며, 대통령 선거 이후 정계에서 은퇴하였다. 1939년까지 그의 대중매체 제국은 데이턴에서 마이애미까지 펼쳐졌다. 그는 정치에 완전히 발을 빼지는 않아, 루스벨트의 대선 캠페인을 성원하였고 1933년 런던 경제 회의에 대표단으로 참석하였다.

## 어린 시절과 경력
오하이오주 버틀러 카운티의 잭슨버그 마을 근처에 있는 농장에서 태어난 콕스는 길버트 콕스와 일라이자 앤드루의 막내 아들로 6명의 형, 누이를 두었다. 콕스는 출생에 제임스 먼로 콕스로 이름이 지어졌으며 미들턴에서 자신의 초기 세월을 일부를 보냈기 때문에 후에 제임스 미들턴 콕스로 알려졌다. 콕스는 16세의 나이까지 독방학교에서 교육을 받았다. 자신의 부모가 이혼한 후 그는 1886년 모친과 함께 미들턴으로 이주하여 존 Q. 베이커에 의하여 발간된 "미들턴 위클리 시그널"에서 언론 도제살이를 시작하였다. 1892년 그는 전신 데스크에 원고정리원으로서 "신시내티 엔콰이어"에서 직업을 받았고, 후에 철도 소식을 포함한 속보 소식에 보고하기 시작하였다. 1894년 그는 미국 의회로 선출된 미들턴의 기업인 폴 J. 소그에 보조인이 되어 워싱턴 D. C.에서 3년의 형성기를 보냈다. 소그는 "데이턴 이브닝 뉴스"에 고군분투를 얻는 도움을 주었고, "데이턴 데일리 뉴스"로 이름을 다시 지은 후 콕스는 1900년까지 그것을 경쟁 모험적 사업을 능가한 성공적인 오후 신문으로 바꾸었다. 그는 지방 소식에 초점을 다시 맞추었고, AP 통신사에 기초를 둔 국내, 국제와 스포츠 뉴스 범위를 늘였고, 증권 거래, 곡식과 가축 테이블과 함께 시기 적절한 시장 호가들을 발간하였으며 뉴스 범위, 교외 기둥, 책의 직렬화에 사진 언론 접촉과 매클루어 토요일 잡지 보충 삽입물을 포함한 몇몇의 혁신들을 소개하였다. 콕스는 정부의 거래들로부터 이익들로 자신의 정치적 영향력을 이용한 데이턴의 공화당 보스 조지프 E. 로우스에 대항하는 개혁 운동을 시작하였다. 그는 또한 데이턴의 NCR 코퍼레이션의 회장 존 H. 패터슨과 맞서 독점금지 위반과 사기의 사실들을 밝혔다. 1905년 자신의 훗날의 대중매체 복합기업을 예고한 콕스는 스프링필드에서 발간된 "스프링필드 프레스-리퍼블릭"을 취득하여 "스프링필드 데일리 뉴스"로 이름을 다시 지었다.
1908년 그는 민주당원으로서 의회를 위하여 나가 선출되었다. 콕스는 1909년부터 1913년까지 미국 하원에서 오하이오주를 대표하였고 오하이오주지사로서 선거를 이긴 후에 사임하였다.

## 오하이오주지사
1912년 콕스는 투표의 41.5 퍼센트를 얻은 3자 경주에서 오하이오주지사 선거를 이겼다. 3개의 기간을 지낸 콕스는 1912년 선거를 이긴 후에 1913년부터 1915년까지 지냈으며 1914년 재선을 패하였으나 1916년과 1918년 선거를 이겨 1917년부터 1921년까지 지냈다. 그는 오하이오주의 통합 고속도로 시스템의 기초를 닦고, "아무 잘못이 없는 근로자들의 보상 제도"를 창조하고 어린이 노동을 제한시키면서 광범위한 조치를 주재하였다. 그는 직접 예비 선거들과 시립 가정 규칙을 소개하였고, 교육과 교도소 개혁들을 시작하였으며 예산과 세금 진행들을 합리화하였다.
제1차 세계 대전이 일어난 동안 콕스는 비지니스, 노동과 정부의 기관들 사이에 자발적인 협력을 장려하였다. 1918년 그는 금주법과 여성의 선거권을 위하여 헌법적 수정 조항들을 환영하였다. 콕스는 우드로 윌슨의 국제 정책들을 지원하였고 국제연맹으로 미국의 가입을 마지못해 성원하였다.
1919년 대전이 끝난지 짧은 후에 콕스 주지사는 사립 학교들에서 마저 8학년까지 가르쳐진 독일어를 금지시킨 H. 로스 에이크에 의하여 소개된 에이크 법을 뒷받침하였다. 콕스는 독일어를 가르치는 것은 "미국화에 대해 먼 위협이자 어린이들을 그것에 충성하도록 만드는 데 독일 정부에 의하여 형성된 음모의 일부였다."고 단언하였다. 외국어를 가르치는 것을 제한시킨 입법은 마이어 대 네브래스카 법령에 의하여 비헌법적으로 선언되었다.

## 대통령직을 위한 입찰

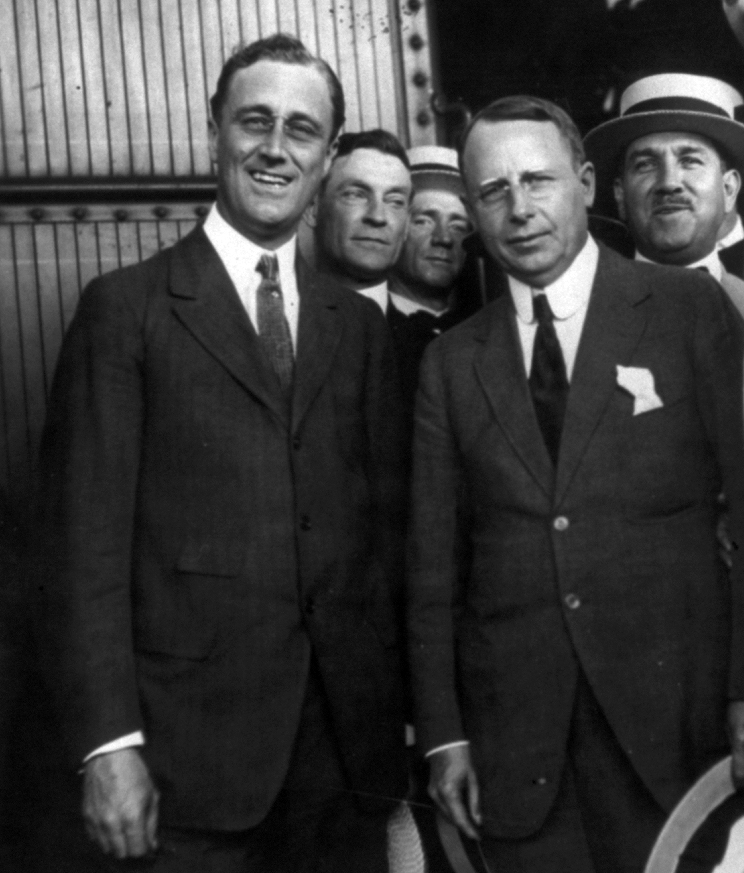
1920년 워싱턴 D. C.에서 루스벨트와 함께 선거 운동에서

유능하고 좋아하는 진보적 개혁자인 콕스는 샌프란시스코에서 열린 1920년 민주당 전당 대회에서 A. 미첼 파머와 윌리엄 깁스 매커두를 44번째 비밀 투표에 꺾어 민주당에 의하여 대통령직을 위한 후보 지명을 받았다.
콕스는 36개의 주를 방문한 활동적 캠페인을 벌였고, 선거를 "국제연맹에 국민투표"로서 선거를 그린 윌슨주의자들의 불쾌로 국내 문제들에 주로 전념한 394개의 연설을 하였다. 실업과 인플레이션을 싸우는 데 그는 동시에 낮은 소득과 비지니스의 이익세를 제안하였다. 그는 입법을 교섭하는 전국 집단을 소개하는 약속을 하였고 볼스테드 법에 자신의 지원을 서약하였다. 콕스는 이민자 인구 중에 미국에 충성을 늘이는 데 미국화의 성원에 말하였다.
모든 노력들에 불구하고 콕스는 동료 오하이오주 출신이자 신문 기자 매리언군의 미국 상원 워런 G. 하딩에게 1920년 미국 대통령 선거를 패하였다. 대중들을 윌슨 임기 중 발생한 혼란에 지쳤고, 하딩의 "정상으로 복귀" 공약을 간절히 받아들였다. 1920년 대통령 선거의 가장 잘 알려진 분석들 중의 하나는 꺾인 대통령 후보들에 관한 어빙 스톤의 책 〈그들도 또한 나갔다(They Also Ran, 1943년 작)〉에 수록되어있다. 스톤은 콕스를 하딩에 모든 면에서 우월하다고 평가하며, 더욱 훌륭한 대통령으로 재임했을 거라고 주장했다. 저자는 미국 역사상 어떠한 대선도 콕스의 낙선만큼 당선자보다 훌륭한 낙선자를 배출한 케이스가 없다고 단언했다. 흥미로운 점은, 이 때 출마한 4명의 대통령/부통령 후보 가운데 콕스를 제외한 3명은 모두 대통령이 되었다는 것이다. 하딩은 승리 한 후 임기 중에 사망하였으며, 러닝 메이크 캘빈 쿨리지가 뒤를 이었다. 루스벨트는 1932년 대선에서 승리해 12년을 넘게 재임했다. 하지만 콕스는 이 세사람 보다 모두 오래 살았다.
대선 유세 중에 콕스는 1918년 ~ 20년에 미국의 정치와 인권 지도자들의 목소리 녹음들을 만든 레코드 라벨 〈국가의 공개 토론회〉를 위하여 몇차례나 참여하였다. 미국 의회도서관에 보관된 이 녹음에는, 공화당원들이 윌슨 대통령이 1차 대전에서 성공적으로 전시 정책을 수행했음을 인정하지 않는다고 콕스가 비판하는 내용이 수록되어 있는데, 특히 콕스는 윌슨이 "문명사회를 구했다"라고 언급했다.

## 이후의 세월
공직으로부터 물러난 후, 그는 큰 대중매체 복합기업 "콕스 엔터프라이즈"를 설립하는 데 집중하였다. 1923년 그는 "마이애미 데일리 뉴스"와 "캔턴 데일리 뉴스"를 취득하였다. 1939년 12월 그는 애틀랜타가 《바람과 함께 사라지다》의 특별 개봉을 열기 겨우 1주 전에 "애틀랜타 조지안"과 "저널"을 매입하였다. 이 거래는 "북부의 오대호로부터 남부의 라틴아메리카까지" 그에게 전파 송신 매체를 주는 데 자신의 이전 점유들 데이턴에서 WHIO와 마이애미에서 WIOD에 가입한 라디오 방송국 WSB를 포함하였다.
그는 정치에 계속 발을 들이고 있었다. 1932년, 1936년, 1940년과 1944년에 콕스는 존 W. 데이비스와 앨 스미스 같은 당시 다른 패배한 민주당 대통령 후보들과 달리 자신의 전 러닝메이트 루스벨트의 대통령 후보직을 위하여 지원하고 캠페인을 벌였다. 1933년 콕스는 런던 경제 회의에 미국의 사절단으로 루스벨트에 의하여 임명되었으나, 회으는 실패하였다.
1915년 콕스는 자신이 4개의 10년 세월을 살았던 오하이오주 케터링으로 이후에 된 것에 찰스 케터링과 에드워드 디즈 같은 그 기업가들 근처에 저택을 지었다. 그 집은 6개의 침실, 6개의 욕실, 2개의 테니스 코트, 하나의 당구장과 하나의 지상 수영장과 함께 고전적 프랑스의 르네상스 스타일에 건설되었다. 콕스는 집을 "Trailsend"로 이름을 지었고 그 집은 1957년 7월 15일 그가 일련의 뇌졸중으로 사망했을 때 거기에 있었다. 그는 데이턴에 있는 우들랜드 묘지에 안치되었다.
그는 그리스도 형제 연합교회의 일원이었다.

## 가족
콕스는 두번이나 결혼을 하였다. 메임 심슨 하딩에게 그의 첫 결혼 생활은 1893년부터 1912년까지 지속되었고 이혼에 끝나고 말았다. 그는 1917년 마거리타 파커 블레어와 재혼하여 그녀는 그를 살아 남았다. 콕스는 첫 부인으로부터 3명의 자식들 - 아들 제임스 미들턴 주니어와 존 윌리엄, 그리고 딸 헬렌 하딩을 두었으며, 마거리트 블레어에 의하여 유아기에 죽은 한 아들과 2명의 딸 - 앤 보와 바버라 블레어를 두었다. 그의 사망 후에 비지니스를 차지한 그의 아들 제임스 미들턴 콕스 주니어는 애틀랜타에서 콕스 엔터프라이즈와 콕스 방송 협회의 의장이었다. 그의 딸 헬렌은 1921년에 사망하였고 그녀의 남편 대니얼 조지프 머호니가 "콕스 뉴스페이퍼"의 회장이었다. 블레어에 의하여 자신의 2명의 딸들을 통하여 그의 자손들은 아직도 콕스 엔터프라이즈에 주요 주주들이다.

## 영예
콕스는 자신의 일생을 통하여 다양한 거래를 하였으며 농부, 기자, 의원, 신문 발간인과 편집자를 지내고 선출된 공무원과 결국 지방적 대중매체 부호였다.
오하이오주에서 콕스는 데이턴 데일리 뉴스의 개혁적 발간인과 진보적인 주지사로서 기억되며 신문의 편집 회의실은 아직도 "주지사 도서관"으로 지칭되었다. 데이턴 국제 공항으로서 단순하게 더욱 공통적으로 지칭된 제임스 M. 콕스 데이턴 국제 공항도 그의 이름을 땄다.
콕스는 "만약 영혼의 환생을 믿는다고 치고, 내가 (내세를) 선택할 수 있는 권리가 있다면, 나는 다음 과제로 인쇄기용 잉크에 향기를 남기는 것을 선택하겠다."라는 명언을 남겼다.
콜럼버스에 있는 오하이오 엑스포 센터와 오하이오 스테이트 페어에 콕스 파인 아츠 빌딩은 콕스를 기리는 의미에서 이름이 붙었다.

## 역대 선거 결과
| 선거명      | 직책명                        | 대수 | 정당   | 득표율 | 득표수 (선거인단)   | 결과 | 당락                     |
| ----------- | ----------------------------- | ---- | ------ | ------ | ------------------- | ---- | ------------------------ |
| 1908년 선거 | 하원의원 (오하이오 제3선거구) | 61대 | 민주당 | 48.09% | 32,524표            | 1위  | 오하이오주 하원의원 당선 |
| 1910년 선거 | 하원의원 (오하이오 제3선거구) | 62대 | 민주당 | 55.50% | 31,539표            | 1위  | 오하이오주 하원의원 당선 |
| 1912년 선거 | 오하이오 주지사               | 46대 | 민주당 | 42.38% | 439,323표           | 1위  | 오하이오 주지사 당선     |
| 1914년 선거 | 오하이오 주지사               | 46대 | 민주당 | 43.73% | 493,804표           | 2위  | 낙선                     |
| 1916년 선거 | 오하이오 주지사               | 47대 | 민주당 | 48.40% | 568,218표           | 1위  | 오하이오 주지사 당선     |
| 1918년 선거 | 오하이오 주지사               | 48대 | 민주당 | 50.62% | 486,403표           | 1위  | 오하이오 주지사 당선     |
| 1920년 선거 | 미국의 대통령                 | 29대 | 민주당 | 34.11% | 9,139,661표 (127명) | 2위  | 낙선                     |